# Spermophagus tigridis
Spermophagus tigridis is een keversoort uit de familie bladkevers (Chrysomelidae). De wetenschappelijke naam van de soort werd in 1986 gepubliceerd door Ali Hussain & Kadhim.